# Mariä Himmelfahrt (Wesendorf)

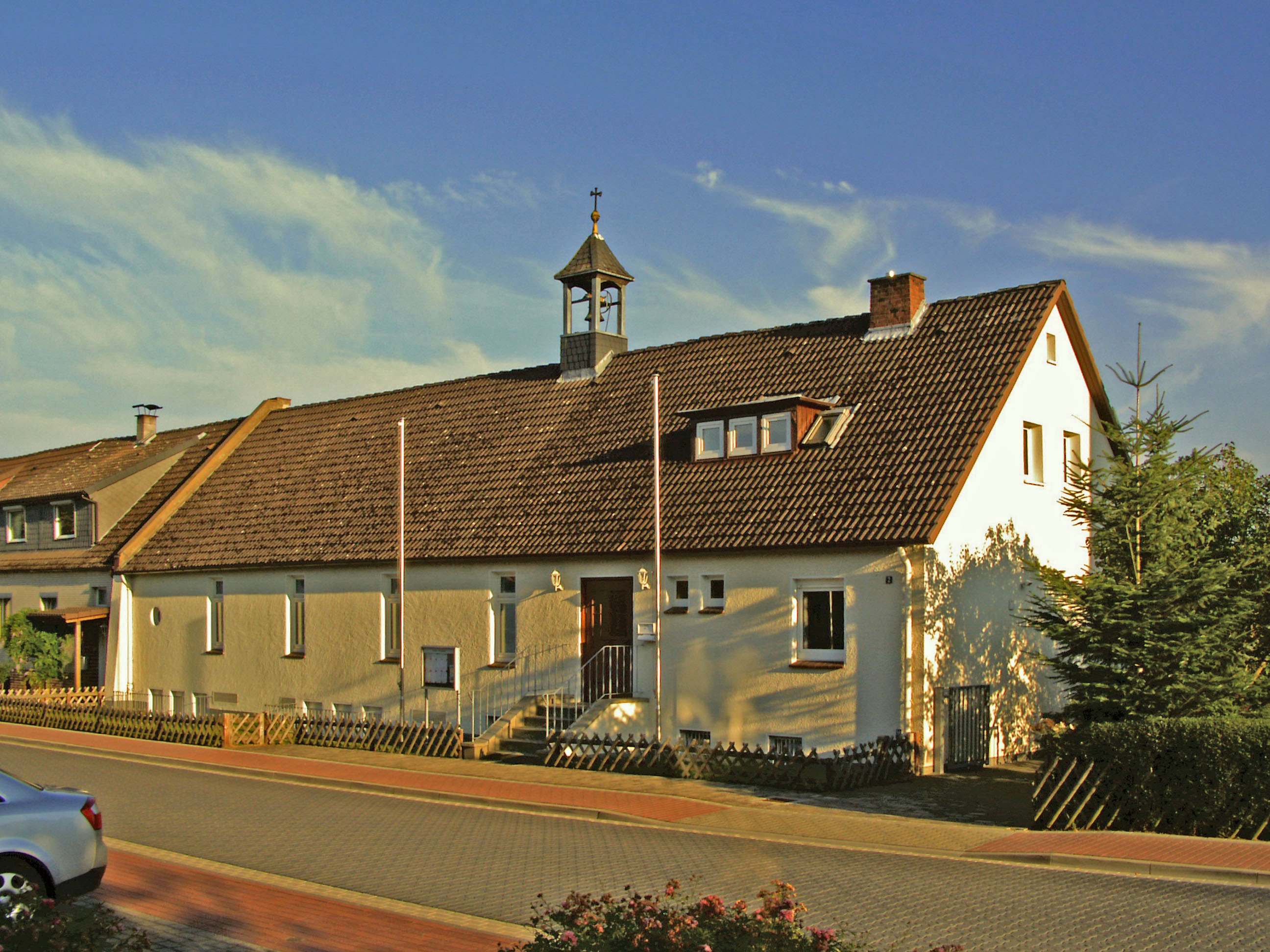
Kirche

Mariä Himmelfahrt ist die katholische Kirche in Wesendorf, einer Gemeinde im Landkreis Gifhorn im Osten von Niedersachsen. Die nach der Aufnahme Mariens in den Himmel benannte Kirche hat die Adresse Wiesenstraße 2 und gehört zur Wittinger Pfarrgemeinde St. Marien im Dekanat Wolfsburg-Helmstedt des Bistums Hildesheim.

## Geschichte
Im 16. Jahrhundert wurde die Bevölkerung im Raum Gifhorn durch die Einführung der Reformation evangelisch-lutherisch. In diesem Jahrhundert entstand die Ortschaft Wesendorf erst, zunächst als kleine Siedlung. In der zweiten Hälfte der 1930er Jahre stieg die Einwohnerzahl von Wesendorf durch die Anlage eines Fliegerhorstes stark an. Bereits 1938 bemühte sich das Bistum Hildesheim, in Wesendorf katholische Gottesdienste zu halten, dies wurde jedoch von den damaligen nationalsozialistischen Machthabern untersagt.
In Folge des Zweiten Weltkriegs vergrößerte sich die Wesendorfer Bevölkerung durch den Zuzug von Heimatvertriebenen aus den Ostgebieten des Deutschen Reiches weiter. Daraufhin wurde 1948 die katholische Kirchengemeinde gegründet. 1951 wurde die Kirche errichtet, am 29. Juni des gleichen Jahres erfolgte ihre Benediktion durch Bischof Joseph Godehard Machens.
Seit dem 1. November 2006 gehört die Kirche zur Pfarrgemeinde St. Marien in Wittingen. Ebenfalls seit dem 1. November 2006 gehört die Kirche zum damals neu gebildeten Dekanat Wolfsburg–Helmstedt, zuvor gehörte sie zum Dekanat Wolfsburg.

## Architektur und Ausstattung
Das geostete, äußerlich unscheinbare Kirchengebäude wird von einem kleinen Dachreiter gekrönt, in ihm befindet sich eine kleine Glocke. Das Kreuz auf dem Dachreiter hat nicht wie üblich zwei Kreuzbalken, sondern drei. In jede Himmelsrichtung weist ein Kreuzbalken, und von jeder Blickrichtung aus ist es als Kreuz erkennbar. Die Kirche befindet sich in rund 64 Meter Höhe über dem Meeresspiegel und verfügt über 83 Sitzplätze. An der Rückwand hinter dem Altar befindet sich eine Kreuzigungsgruppe, das Gemälde an der gegenüberliegenden Wand stellt die Himmelfahrt Mariens dar. Die Ikone „Maria mit dem Kinde“ ist ein Geschenk eines ehemaligen Pfarrers. Der Gesang der Gottesdienstgemeinde wird von einem elektronischen Instrument unterstützt. In der kleinen Marienkapelle befinden sich eine Marienstatue, ein Jesusbild von der Göttlichen Barmherzigkeit und ein Beichtstuhl. Ein kleiner Gemeindesaal befindet sich im Keller.